# Pseudomugil gertrudae
Pseudomugil gertrudae är en fiskart som beskrevs av Weber, 1911. Pseudomugil gertrudae ingår i släktet Pseudomugil och familjen Pseudomugilidae. Inga underarter finns listade i Catalogue of Life.